# 물납제도
물납제도(物納制度)은 현금 대신 주식이나 부동산, 채권 등 재산으로 조세채무를 이행할 수 있도록 한 제도다.

## 정의
원칙상 조세는 현금으로 납부해야 하지만 납세자가 현금을 보유하고 있지 않거나 조달이 불가능해 현금으로 납부하기가 곤란하다고 인정되는 경우에 부동산, 유가증권, 토지개발채권 등 특정재산으로 납부할 수 있다. 하지만, 물납재산이 낮은 가격으로 공매처분되면 재매입으로 인해 악용될 위험이 있기 때문에 이런 경우, 정부에서는 당해 재산의 평가액으로 인정하지 않는다.

## 현황
물납이 인정되는 조세는 2008년 기준으로 법인세, 상속세 및 증여세, 양도소득세,종합부동산세이고 지방세 중 재산세만이다. 그러나 실제로는 물납 신청건수가 적고, 현금납부자와의 형평성 문제로 2016년 세법개정으로 인해 법인세, 양도소득세, 증여세, 종합부동산세의 물납제도가 폐지되었다.
현재 상속세와 재산세에만 물납 제도가 남아 있다.